# Musée d'Amsterdam
Le musée d'Amsterdam (en néerlandais : Amsterdam Museum, appelé jusqu'en 2011 Amsterdams Historisch Museum, « musée historique d'Amsterdam ») est le musée historique de la ville néerlandaise d'Amsterdam.
Depuis 1975, le musée occupe les bâtiments de l'ancien orphelinat civil (le « Burgerweeshuis »), entre la Kalverstraat et le Nieuwezijds Voorburgwal.

## Collections
Le musée présente divers objets concernant l'histoire d'Amsterdam, du Moyen Âge à nos jours : des peintures, des maquettes, des trouvailles archéologiques, des photographies, mais aussi des objets plus particuliers, comme un carillon que le public peut faire jouer, une « voiture blanche » (véhicule écologique des années 1960) et un vrai « café brun » du Jordaan.

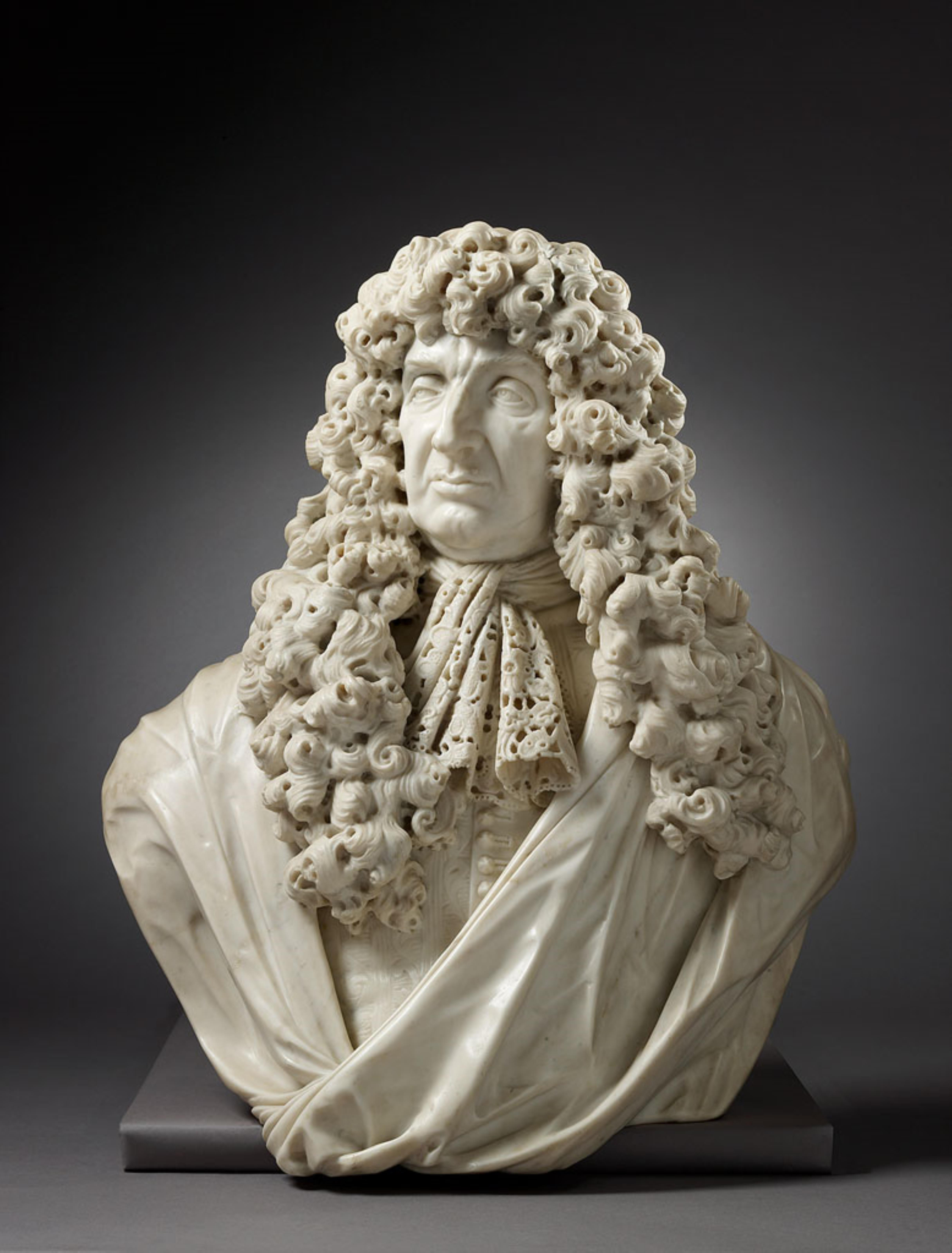
Rombout Verhulst, Buste d'Antonio Lopes Suasso

## Voir aussi

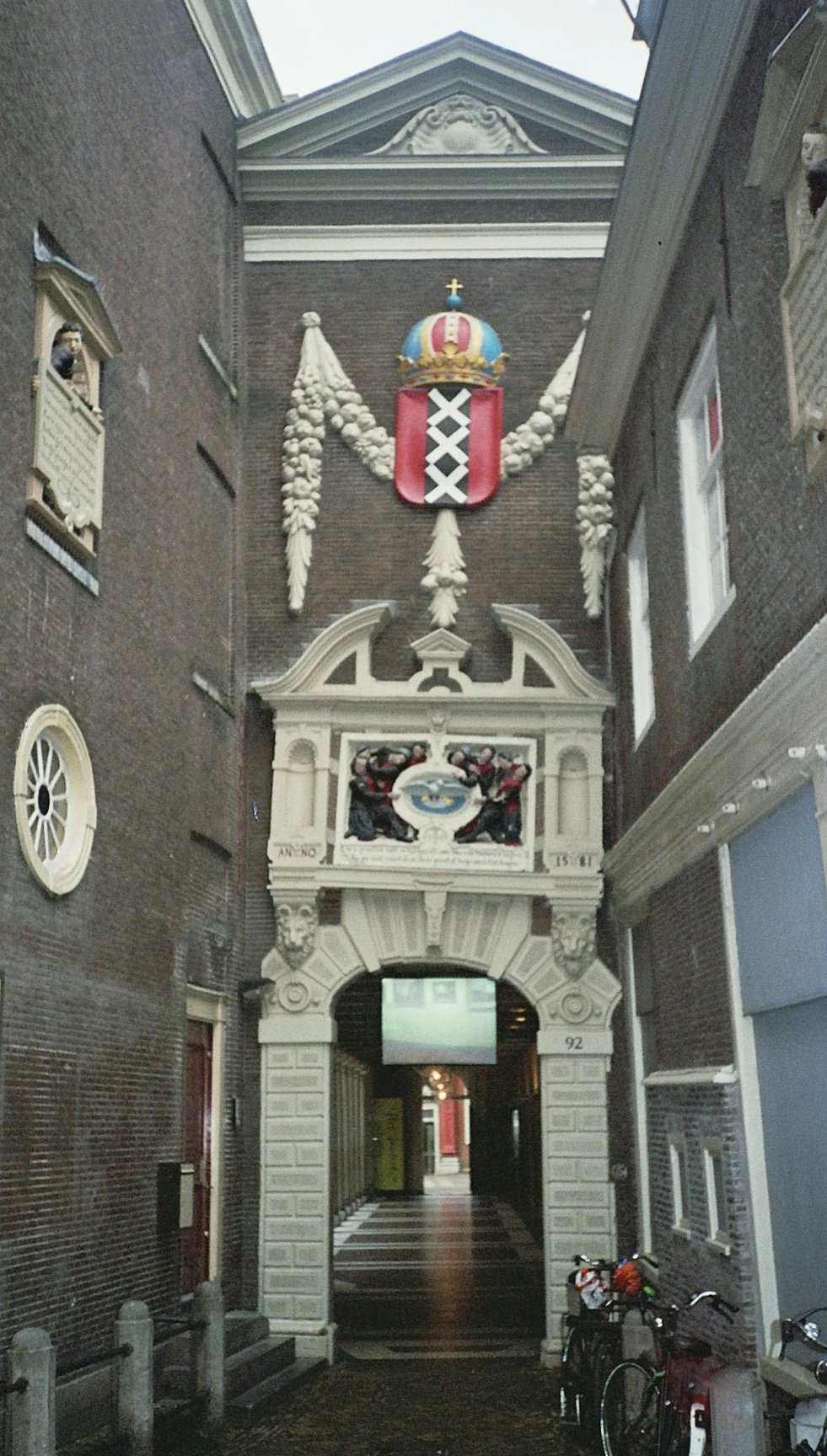
L'entrée du musée